# Právník (časopis)
Právník je český právnický časopis vydávaný Ústavem státu a práva Akademie věd České republiky s podtitulem Teoretický časopis pro otázky státu a práva. Dlouhodobě patří k nejlépe hodnoceným právnickým časopisům v České republice. Anonymní recenzní řízení je zárukou vysoké odborné úrovně publikovaných textů.
Časopis Právník vychází od roku 1861, je tedy nejstarší vycházející právní periodikum v České republice a jedno z nejstarších na světě.

## Zaměření časopisu
Jako obecný právnický časopis přináší Právník články a komentáře o jakýchkoli relevantních otázkách v právní teorii i mezinárodním, evropském a vnitrostátním právu. Pravidelně otiskuje recenze vztahující se k aktuálním knižním titulům a podává zprávy o konání významných konferencí, seminářů i o dalších vědeckých událostech v ČR i v zahraničí.

## Informace o časopisu
Časopis Právník patří mezi recenzované časopisy. Všechny příspěvky před uveřejněním procházejí oboustranně anonymním recenzním řízením.
Vychází 12x ročně. Publikovány jsou články napsané v češtině nebo ve slovenštině. Vydavatelem je Ústav státu a práva AV ČR.
Časopis Právník je evidován v České národní bibliografii (vedena Národní knihovnou ČR), v Index to Foreign Legal Periodicals (veden American Association of Law Libraries) a v databázi ERIH PLUS, EBSCO a SCOPUS. ISSN časopisu je 0231-6625.

## Historie
Časopis začal v roce 1861 vydávat Antonín Renn (činný 1852–1881). Od března do konce roku vyšlo šest čísel. Prvními redaktory byli právník a představitel vlastenecké šlechty Rudolf kníže z Thurn-Taxisu, zástupce mladých právníků JUDr. Jan Jeřábek a český spisovatel, právník a historik Karel Jaromír Erben. V souladu s úmysly zakladatelů bylo posláním nového časopisu obnovit pověst právní vědy v českém jazyce a přispívat k celkovému rozvoji českého právnického bádání a diskuse. Založení časopisu tak bylo jedním z bezprostředních projevů českého národního obrození. Poté, co v roce 1864 vydávání převzala Jednota právnická v Praze, proměnil se časopis postupně v hlavní fórum české právnické obce, na jehož stránkách se výrazně odrážely tehdy moderní přístupy k právu a právní vědě. Vzestup časopisu byl zásluhou jeho nových redaktorů, zejména Antonína Randy, profesora Karlovy univerzity, jedné z velkých osobností středoevropské nauky soukromého práva a později člena Královské české akademie věd a umění, a Jakuba Škardy, známého právního praktika a organizátora právního a společenského života. První kongres českých právníků konaný v Praze v roce 1904 ocenil časopis Právník za mimořádný přínos pro povznesení české právní vědy i české právní terminologie.
Vydávání časopisu pokračovalo i s nástupem nového století, přestože podmínky v české právní vědě se podstatně změnily a vzniklo množství konkurenčních právnických periodik. Navíc 20. století konfrontovalo Právníka, jeho redaktory a přispěvatele s neočekávanými událostmi majícími hluboké politické a sociální důsledky, z nichž nejtěžšími byly dvě světové války a vzestupy totalitních režimů. Tyto události se odrážely i v obsahu časopisu, jehož vydávání přešlo v roce 1948 na Jednotu československých právníků v Praze, v roce 1951 na Právnický ústav Ministerstva spravedlnosti, poté roku 1953 na Československou akademii věd a konečně v roce 1955 na nově založený Ústav práva Československé akademie věd (od roku 1961 nazvaný Ústav státu a práva). Stránky Právníka rovněž přinášejí svědectví o obdobích obnovy a návratu k principům demokratického právního státu. Z hlediska své historie tak Právník ztělesňuje tradici českého právního bádání.

### Vydavatelé Právníka
- 1861: Tiskem a nákladem Antonína Renna
- 1864: Jednota právnická v Praze (od č. 5/1918 s podporou České akademie cís. Frant. Josefa pro vědy, slovesnost a umění; od č. 1/1919 uvedeno s podporou České akademie pro vědy, slovesnost a umění; od č. 3/1946 s podporou České akademie věd a umění)
- Od č. 7/1948 Jednota československých právníků v Praze s podporou České akademie věd a umění
- Od č. 1/1949 (21. březen 1949): sloučení s Právní praxí, vydavatel Jednota československých právníků v Praze
- 1951: Právnický ústav Ministerstva spravedlnosti
- 1953: Československá akademie věd vydávala jako časopis své VII. sekce ekonomicko-právní nejprve v Právnickém ústavu Ministerstva spravedlnosti, od č. 1/1955 v Nakladatelství ČSAV
- Od č. 4/1955: Ústav práva ČSAV (od roku 1961 s názvem Ústav státu a práva ČSAV) v Nakladatelství ČSAV (od roku 1966 s názvem Academia), v období 8/1998 – 12/2009 vydával Ústav státu a práva Akademie věd České republiky spolu s Právnickou fakultou Západočeské univerzity v Plzni